# Lebohang Kganye
Lebohang Kganye (* 1990) je jihoafrická fotografka a vizuální umělkyně žijící a pracující v Johannesburgu. Kganye je součástí nové generace současných jihoafrických umělců a fotografů narozených krátce před nebo po skončení apartheidu. 

## Životopis
Lebohang Kganye se narodila v Johannesburgu a vyrostla v Katlehongu, městečku v Jihoafrické republice. Studium fotografie začala na Market Photo Workshop v Johannesburgu v roce 2009 a v roce 2011 dokončila jeho program pokročilé fotografie. Kganye získala diplom ve výtvarném umění na Univerzitě v Johannesburgu v roce 2016. V současné době (2020) pracuje na magisterském studiu výtvarných umění na Witwatersrand University.

## Kariéra a práce
Lebohang Kganye ztratila matku, když jí bylo dvacet let. Její matka byla jejím hlavním spojením s její širší rodinou.  O několik let později, poté, co dokončila svá studia na Market Photo Workshop, začala Kganye prozkoumávat své rodinné příběhy procházením starých fotoalb a nahráváním ústních příběhů vyprávěných členy její rodiny.  Prostřednictvím převlékání a představení se Kganye pokouší znovu vytvořit okamžiky v rodinné historii, které sama nezažila. Její práce si klade za cíl postavit vedle sebe různé dočasnosti a transformovat fotografii jako místo setkávání generací. Velebení Rolanda Barthese jeho zesnulé matce a čtení fotografie jako překrývající se minulosti a přítomnosti v Camera Lucida inspirovalo autorčinu praxi.
Pravopis příjmení fotografky je další složkou práce umělkyně.  Režim apartheidu donutil černošské jihoafrické rodiny přestěhovat se do vyhrazených oblastí mimo centra měst. Černošská jihoafrická příjmení byla často právními úředníky zapisována nesprávně nebo špatně.  Hláskování příjmení Kganye se změnilo z Khanye na Khanyi a nakonec Kganye.  Jak vysvětluje Kganye, při opětovném studiu své rodinné historie zjistila, že identitu nelze vysledovat: „je to příběh vytvořený z pravdivých, polopravdivých a nepravdivých příběhů, nadějí, snů a obav“.  Kganye pomocí animovaných filmů, instalací a velkoplošných vyřezávaných papírů a vystřihovánek využívala jako způsob, jak znovu zažít minulost a zpochybnit vymyšlenou povahu historie a paměti.  Jak sama umělkyně vysvětluje: "velká část historie a paměti je ve skutečnosti fantazie." 

### Fotografie
Lebohang Kganye ve své práci využívá fotografie, autoportréty a archivy, aby zapojila představy o vztahu, paměti a fikci. Umělkyně zkoumá historii vytvářením imaginativních scenérií, kde koexistují skutečné a fiktivní postavy.
Ve filmu B(l)ack to Fairy Tales (2011), který vytvořila během studií na Market Photo Workshop, Kganye inscenuje scény z německých pohádek bratří Grimmů a společnosti Walta Disneyho.  Jak sama píše: "Jako dívka jsem se ztotožňovala s pohádkovými postavami, jako je Sněhurka. Naše každoroční hry na základní škole byly o pohádkách a řekla bych: Jsem Sněhurka a chci jí být. Moje černá kůže a umístění se stávaly čím dál tím větším nesouladem s fantaziemi, ve které jsem věřila."  Pokrývá své tělo černou barvou a obléká se do oblečení inspirovaného dětstvím a pokouší zdůraznit nesoulad mezi svými dětskými fantaziemi a zkušenostmi vyrůstajícími v černošských jihoafrických čtvrtích.  
Kganye v roce 2012 získala stipendium Tierney Fellowship a vystavila Her-Story a Heir-Story, dvě fotografické série spojené pod celkovým názvem „Ke Lefa Laka“ („Je to moje dědictví,“ v Sesothu) na Market Photo Workshop.  Kganye, která pracuje pod vedením vizuální umělkyně Mary Sibande a kurátorky Nontobeko Ntombela, zkoumá svůj rodinný příběh prostřednictvím re-performance, digitálních juxtapozic a fotokoláží.  Her-Story, vysvětluje Kganye, je způsob, jak se „znovu spojit“ se svou zesnulou matkou.  Na základě obrázků své zesnulé matky nalezených ve starých rodinných albech se Kganye obléká do matčiných šatů, zaujímá pózy své matky a je vyfotografována svou sestrou přesně na místech zobrazených na původních snímcích.  Své současné obrazy pak digitálně staví vedle sebe s obrazy své matky. Tato série dvojitých expozic se pokouší odstranit rozdíly mezi současností a minulostí.  Jak vysvětluje umělkyně, v Her-Story, "ona (její matka) jsem já, já jsem ona." V této společné podobnosti zůstává tolik rozdílů a tolik vzdáleností v prostoru a čase. Fotografie nám představují nejen "existenci". "objektu, ale také "byla jsem tam", mají tedy schopnost prezentovat minulost, přítomnost a budoucnost v jediném obrazu."  Cyklus Ke Lefa Laka (2013) získal Cenu poroty na Bienále africké fotografie Bamako Encounters v roce 2015 a Cenu současné africké fotografie (CAP) v roce 2016. 

### Cuttings (Výstřižky)
Kromě rodinného příběhu autorky se Lebohang Kganye ve své práci zabývá politickou a ekonomickou historií Jihoafrické republiky.
V cyklu Heir-Story (Příběhu dědice, 2013) Kganye odhaluje í migraci své rodiny během apartheidu.  Jak vysvětluje Kganye: „Projekt se vyvíjí kolem toho, jak moje rodina přicestovala do Johannesburgu – jak se dostala z farmy do města. Ale je to opravdu příběh, který se dá srovnat. Existují příběhy o migraci z celého světa. Není to cizí příběh."  Heir-Story se zaměřuje na Kganyeho dědečka. Kganye, oblečená v jeho obleku, typickém oděvu na jejích rodinných fotografiích, obula se do jeho bot, se umísťuje do instalace z velkoformátových kartonových výřezů zvětšených fotografií ze svých starých rodinných alb.  Kganye nikdy svého dědečka nepotkala, zemřel před jejím narozením.  Heir-Story autorce mi umožňuje „uskutečnit tyto příběhy, abych vytvořila vizuální příběh, ve kterém se setkáme (můj dědeček a já).  V sérii šesti scén se Kganye vrací k vysídlení svého dědečka během éry apartheidu. Byl prvním členem rodiny, který se přestěhoval z zemědělské půdy Oranžského svobodného státu do Transvaalu.  Kganye zaznamenala příběhy vyprávěné členy její rodiny, aby jí pomohla každou scénu znovu vytvořit.  Jak vysvětluje: "Představuji si scény prostřednictvím toho, co mi bylo řečeno."  Kganye je jedinou figurkou fotografovanou barevně. Fotografuje sama sebe, jak interaguje s černobílými plochými figurínami v životní velikosti s postavami, které jsou jí příbuzné v rodinných příbězích a fotoalbech, a vytváří tak vedle sebe současnost a minulost.  Heir-Story byl vystaven společně se sérií Her-Story na výstavě Ke Lefa Laka na Market Photo Workshop.
Kganye experimentuje s instalací a sochou. Její dědeček, ústřední patriarchální postava v její rodině, je opakující se postavou v její tvůrčí praxi. V cyklu Reconstruction of a Family (2016) si vypůjčuje archivní prvky ze svých fotoalb, aby vytvořila zvětšené lepenkové výřezy.  Do bílé krabice v lidském měřítku vkládá černé siluety postav ze svých rodinných fotoalb a do středu jeviště umístí svého dědečka.  Reconstruction of a Family se zaměřuje na rodinný příběh matky autorky, jejich postupné vysídlení během éry apartheidu a vytváření dočasných domovů po celé zemi.  Jak vysvětluje Kganye: „Velký rozdíl oproti mým předchozím sériím o tomto stejném procesu je v tom, že postavy jsou zde obrácené – pozadí je bílé, siluety černé. Postavy již nemají tváře. Stávají se anonymními.“  Umístěním postav z různých generací do stejné scény Kganye zapojuje téma paměti a smrti. 
Od roku 2016 pracuje Lebohang Kganye na sérii s názvem Dirithi.  Pomocí rodinného alba jako primárního materiálu Kganye vybírá rodinné postavy a transformuje jejich fotografické reprezentace do anonymních a záhadných siluet.  Dirithi, jak vysvětluje Kganye, evokuje míjení rodinných postav a zdůrazňuje schopnost fotografie působit jako most mezi mrtvými a živými. Podle umělkyně: "fotografie je duch, existence v přechodu, vznášející se v dualitě času. Siluety ve mně rezonují díky této hře". 

### Divadlo
Lebohang Kganye se věnuje divadlu a literatuře. Ve své sérii Tell Tale (2018) inscenuje příběhy vesničanů vyprávěné ve hře Athola Fugarda Cesta do Mekky a v knize spisovatelky Lauren Beukesové Maverick.  Umístěním siluetových výřezů postav do miniaturních divadelních scén Kganye vytváří vlastní interpretaci příběhů.  Jak píše: "Tell Tale konfrontuje protichůdné příběhy, které jsou vyprávěny různými způsoby, dokonce i toutéž osobou – kombinace paměti a fantazie. Dílo nesvědčí o tom, že je dokumentací lidí, ale představuje jejich osobní vyprávění, které sdílejí u šálku čaje, domácího zázvorového nebo místního piva.“  Tell Tale (2018) představuje vesničany interagující s obyčejnými předměty, jejich „cenným majetkem“.  V těchto divadelních scénách se Kganye pokouší zdůraznit schopnost ústních příběhů přecházet z jedné generace na druhou a „provádět ideály komunity“. 

### Animace
Lebohang Kganye pracuje s filmy a animuje ploché figuríny postav z jejích rodinných alb v životní velikosti pomocí světla a stínů.  V roce 2014 proměnila Lebohang Kganye svou sérii Heir-Story (2013) v animovaný film Pied Piper's Voyage (Krysařova cesta).  V roce 2017 zanimovala svou sérii Reconstruction of a Family (Rekonstrukce rodiny, 2016) ve filmu Ke Sale Teng.  Médium filmu je pro umělkyni cestou k dalšímu zkoumání proměnlivého charakteru paměti a historie.  Jak vysvětluje: "Prostřednictvím vystřihování siluet rodinných příslušníků a dalších rekvizit v diorámě film konfrontuje protichůdné příběhy, které jsou vyprávěny různými způsoby, dokonce i stejnou osobou."  V Pied Piper's Voyage (2014) a Ke Sale Teng (2017) Kganye zkoumá tvárnost ústních vyprávění. 

### Instalace
Kganye pracuje s nejrůznějšími médii a měřítky, střídá instalace v životní velikosti a monumentální. Instalace Mohlokomedi wa Tora („Strážce majáku“) z roku 2018 představuje příběh jejího dědečka ve kulisách v životní velikosti z kartonů a vystřihovánkách stojících ve výstavním prostoru.  Uspořádáním archivních prvků kolem světla umístěného ve středu místnosti umělkyně vytváří divadlo stínohry a zve návštěvníky, aby vstoupili a interagovali s každou scénou.  Kganye používá k vytvoření fotografických aranžmá příběhy vyprávěné její tetou a babičkou, které umělci definovali jako „strážce světla“.  V Mohlokomedi wa Tora Kganye vyzdvihuje svou matrilineární linii a ženy v její rodině jako nositelky vzpomínek.  Cílem práce umělkyně je zdůraznit sílu ústních příběhů při formování živých a kolektivních imaginací. 

## Výstavy

### Samostatné výstavy
- Ke Lefa Laka, Market Photo Workshop Gallery, Johannesburg, 2013
- Zaměření: African Perspectives, Armory Show, Afronova Gallery, New York, 2016
- Festival Africolor, Univerzita Paříž XIII, Paříž, 2016
- Tell Tale, The Photo Workshop Gallery, Johannesburg, 2018
- Mohlokomedi wa Tora, Pretorijská galerie, Pretoria, Jihoafrická republika, 2018
- a ppr oc on: Lebohang Kganye, Le Molière, Paříž, 2019
- Camera Austria Award za současnou fotografii, Lebohang Kganye, předávání cen, Graz, 2019.
- Příběhy, které vyprávíme, Galerie George Bizose, Muzeum Apartheidu, Johannesburg, 2020

### Skupinové výstavy
- Rememory, William Goodenough House, Londýn, 2012
- Short Change, My Joburg, La Maison Rouge Gallery, Paříž, 2013
- Photoville, Brooklyn Bridge Park, New York, 2013
- Apartheid and After, Huis Marseille, Amsterdam, 2013
- OFF THE WALL, Rencontres d'Arles, Arles, 2014
- Pohled odtud, Tiwani Contemporary, Londýn, 2015
- Telling Time, Bienále africké fotografie Bamako Encounters, Bamako, 2015
- Města a paměť, fotografické bienále, Brandtsovo muzeum, Odense, 2016
- L'Autre Continent, Artistes, Femmes, Africanines, Le Havre, 2016
- Nedávné historie, Nová fotografie z Afriky, Walther Collection Project Space, New York, 2016
- In Plain Sight: Společenský život v Jihoafrické republice a Rumunsku před a po roce 1989, Aparte Gallery of George Enescu University of Arts, Iasi & Borderline Art Space, Iasi, 2016
- Dej mi včera, Fondazione Prada Osservatorio, Milán, 2016
- Le jour qui vient, AFRIKA NOW, Galerie des Galeries, Galeries Lafayette, Paříž, 2017
- Les Territoires du Corps, Videoprogram, Art Paris Art Fair, Grand Palais, Paříž, 2017
- Nedávné historie, nová fotografie z Afriky, Walther Collection, Ulm, 2017
- Digitální Afrika (Tokio), YaPhoto@Arakawa Africa, galerie OGU MAG, Tokio, 2017
- RESIST(E) – Printemps photographique Afrique de Sud, NegPos, Francie, 2017–2018
- Sans tambour ni trompette – Cent ans de guerres, Le Parvis center d'art, Parvis, Francie, 2017–2018
- Řekněte svobodu všemi nezbytnými prostředky, Kunsthal KAdE, Amersfoort, Nizozemsko, 2018
- Afrika není ostrov, MACAAL, Marrakech, 2018
- 17. mezinárodní fotografický festival DongGang 2018, Gangwon-do, Yeongwol-gun, Korea, 2018
- ReCreation, Non-Work: Occuped by Leisure Time, Fotograf Festival #8, Fotograf Gallery, Praha, Česká republika, 2018
- Neobvyklí podezřelí, IZIKO Jihoafrická národní galerie, Kapské Město, 2018–2019
- Un Air de famille – parce que les fantômes disparaissent au lever du jour, H2M, Bourg-en-Bresse, Francie, 2018–2019
- L'Afrique n'est pas une île, Fondation Zinsou, Cotonou, Benin, 2018–2019
- Nejnovější historie, současná africká fotografie a video umění ze sbírky Walther, Huis Marseille, Muzeum fotografie, Amsterdam, NL, 2018–2019
- Dary, 25 let Open Society Foundation, Open Society Foundation, Kapské Město, 2018–2020
- The Bricks that Build a Home, The Migratie Museum, Haag, Nizozemsko, 2018
- Afrika State of Mind, Impressions Gallery, Bradford UK, 2018
- Vzpomínka, Rose Gallery, Santa Monica, 2018
- Sans Tambour, Ni Trompette, Cent ans de Guerres, Faux Mouvement, Mety, Francie, 2018–2019
- Kdo se teď dívá na rodinu? , Photo50 na London Art Fair, Londýn, Velká Británie, 2019
- Beyond Boundaries: LensCulture Discoveries in Contemporary Photography, Aperture Gallery, New York, 2019
- Coda Paper Art 2019, Coda Paper Museum, Apeldoorn, Nizozemsko, 2019
- Afrika State of Mind, Muzeum africké diaspory, San Francisco, 2019
- Jak vypadá: Historie ženských pohledů v africkém portrétování, Ryerson Image Centre, Toronto, 2019
- Afrika State of Mind, Royal West of England Academy, Bristol UK, 2019–2020
- Crossing Night: Regional Identities x Global Context, MOCAD, Detroit USA, 2019–2020
- Alpha Crucis – Současné africké umění, Astrup Fearnley Museet, Oslo, Norsko, 2020
- Afterglow, Yokohama Triennale, Yokohama Museum of Art, Japonsko, 2020
- BLANKSPACE: Domov jako farnost, Hangar Online (digitální), 2020
- Neočekávané, festivalové snímky Vevey, Vevey, Švýcarsko, 2020
- APhF – Athens Photo Festival, Atény, 2020
- Domov, Bienále papíru, Muzeum Rijswijk, Rijswijk, Nizozemsko, 2020
- Výstava Paulo Cunha e Silva Art Prize, Porto, Portugalsko, 2020
- Imagens Resolutivas, FIF_BH – Mezinárodní festival fotografie Belo Horizonte, Brazílie, 2020
- Síla mých rukou, Muzeum moderního umění města Paříže, Paříž, 2020

## Ocenění
- SA Taxi Foundation Art Award, Top 5, Multiples, Lizamore and Gallery, 2017
- Držitelka ceny za současnou africkou fotografii (CAP), Image Afrique Festival, 2017 [10]
- Sasol New Signatures Award, vítěz, 2017
- Art Photography Awards 2018, LensCulture, Výběr poroty, 2018
- Paulo Cunha e Silva Art Prize, vítěz, 2019
- Mezinárodní fotografická soutěž v Tokiu 6. ročník, vítěz, 2019
- Camera Austria Award, vítěz, 2019
- Rolex Mentor and Protégé Arts Initiative, finalistka vizuálního umění, 2020

## Sbírky
Dílo autorky se nachází v následujících stálých sbírkách:
- Walther Collection, New York: 24 výtisků (stav k 23. květnu 2023)[22]
- Carnegie Museum of Art, Pennsylvania
- Chazen Museum of Art, Wisconsin: 2 výtisky (stav k 23. květnu 2023)[23][24]

## Publikace
- Apartheid and After Publication, Huis Marseille, 2013
- Ke Lefa Laka, publikace Tierney Fellowship, Market Photo Workshop, 2013
- Publikace My Joburg, Fage, 2014
- Oči na, Oči z Afriky, Kniha o vznikající fotografii, OFF the Wall Editions, 2015
- Telling Time, publikace Bamako Encounters Biennale, Kehrer, 2015
- Publikace L'autre Continent, Muséum du Havre, 2016
- Publikace ELSE, Musée de l'Elysée Lausanne, 2016
- Nedávné historie: Současná africká fotografie a video umění ze sbírky Walther, Steidl / The Walther Collection, 2017
- Sasol nové podpisy, katalog, 2017
- 35 Years: Trailblazers, Lizamore and Gallery, Katalog, 2017
- Být fotografem v Africe, deset let Afrique in Visu, Éditions Clémentine de la Féronnière, 2017
- 144/2018 Camera Austria International, Camera Austria, 2018
- Tell Freedom, Kunsthal kAde Amersfoort, 2018
- Objective #20, Objective Press, Oslo, 2019
- Cesta | Nové pozice v africké fotografii, Kerber, 2020
- Afrika State of Mind: Contemporary Photography Reimagines a Continent, Thames & Hudson, 2020
- Thuis/Home – PAPIER BIËNNALE/PAPER BIENÁLE, 2020
- Nečekané. Le hasard des choices, katalog Festival Images Vevey, 2020